# Ternay (rivière)
Pour les articles homonymes, voir Ternay.
Le Ternay est une rivière française qui coule dans les départements de la Loire et de l'Ardèche. C'est un affluent de la Déôme (appelée Deûme lors de son passage dans l'Ardèche) en rive gauche, donc un sous-affluent du Rhône par la Cance.

## Géographie
La longueur de son cours d'eau est de 15,1 km.
Le Ternay prend sa source près du col de l'Œillon dans la Loire, à 1 160 mètres d'altitude. Il traverse les villages de Colombier et de Saint-Julien-Molin-Molette avant de se jeter dans un lac retenu par le barrage dit du Ternay puis dans la Deûme, en rive gauche et à 430 mètres d'altitude.
Les eaux retenues par le barrage inauguré en 1867 servent à alimenter Annonay en eau potable et ses industries dont les usines Canson.

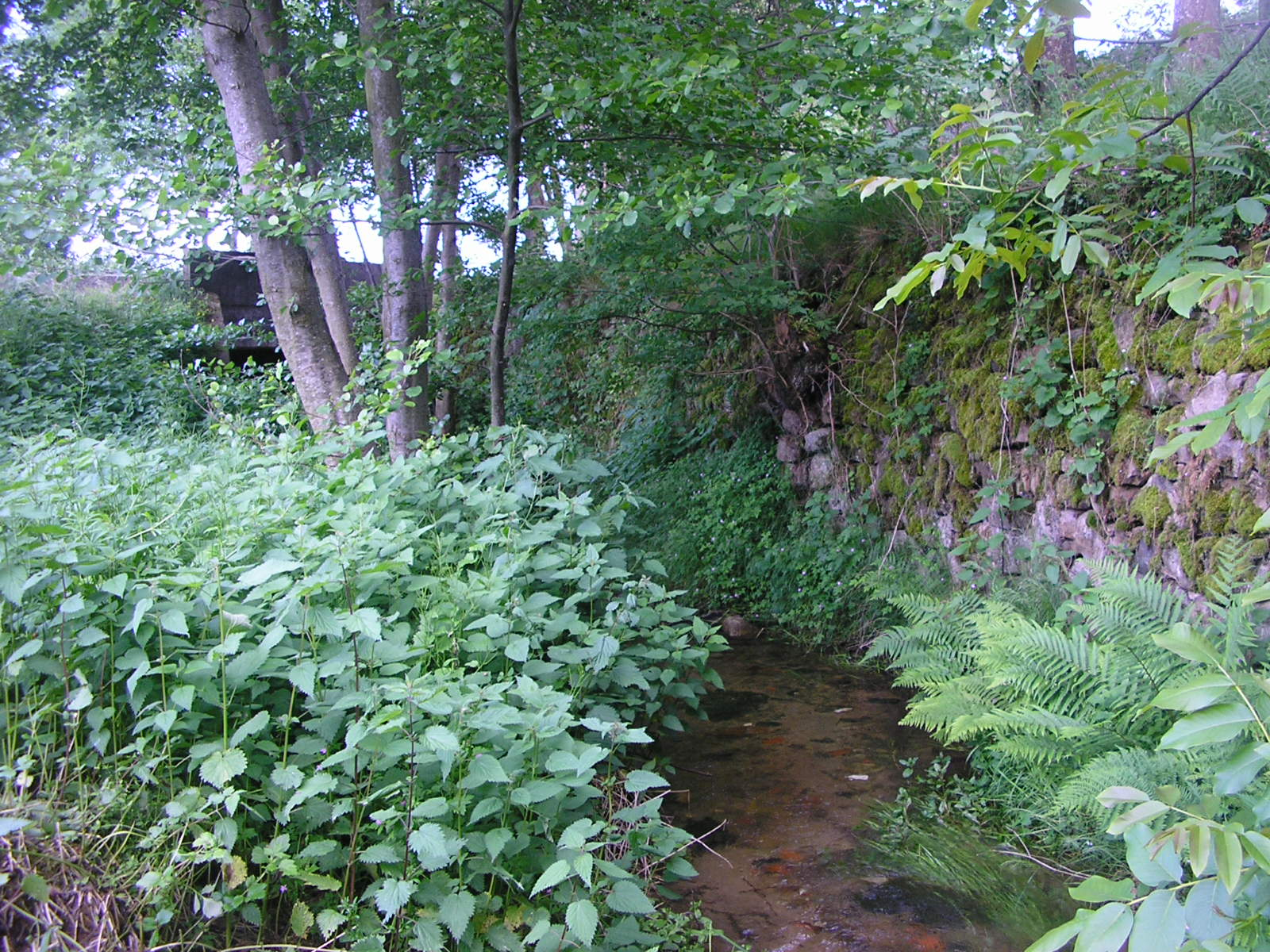
Le Ternay à Saint-Marcel-lès-Annonay.

### Communes et cantons traversés
Dans les deux départements de la Loire et de l'Ardèche, le Ternay traverse les cinq communes suivantes, de l'amont vers l'aval, de Véranne (source), Colombier (Loire), Saint-Julien-Molin-Molette, Savas, Saint-Marcel-lès-Annonay (confluence).
Soit en termes de cantons, le Ternay prend source dans le canton du Pilat, conflue dans le canton d'Annonay-1, dans les arrondissements de Saint-Étienne et de Tournon-sur-Rhône, dans les intercommunalités Communauté de communes du Pilat rhodanien et Annonay Rhône Agglo.

### Bassin versant
Le Ternay traverse une seule zone hydrographique « la Déôme » (V531).

## Affluents
Le Ternay n'a pas de tronçons affluents référencés au SANDRE 2020. Néanmoins Géoportail signale le Trancon (rd) sur les deux communes de Bourg-Argental (source) et Saint-Julien-Molin-Molette (confluence) et Combarat (rd).

### Rang de Strahler
Donc le rang de Strahler du Ternay est de deux.

## Hydrologie
Son régime hydrologique est dit pluvial.

### Le Ternay à Savas
Le débit du Ternay a été observé depuis le 21 décembre 1993 , à Savas, localité ardéchoise située non loin de son confluent avec la Deûme, à 508 m d'altitude. La surface prise en compte y est de 25,5 km2, ce qui représente plus de 90 % de la totalité du bassin versant de la rivière.[réf. nécessaire]
Le débit moyen inter-annuel ou module de la rivière est de 0,32 m3/s.
Le Ternay présente des fluctuations saisonnières de débit assez importantes. Les hautes eaux se déroulent de l'automne jusqu'au printemps, et portent le débit mensuel moyen à un niveau de 0,387 à 0,536 m3/s, de novembre à mai inclus (avec un premier sommet de novembre à janvier, et un second en avril). Les basses eaux ont lieu en été, de juillet à septembre, avec une baisse du débit mensuel moyen jusqu'au niveau de 0,321 m3/s au mois d'août.

### Étiage ou basses eaux
À l'étiage, c'est-à-dire aux basses eaux, le VCN3, ou débit minimal du cours d'eau enregistré pendant trois jours consécutifs sur un mois, en cas de quinquennale sèche s'établit à 0,011 m3/s, ce qui reste très confortable,.

### Crues
D'autre part les crues du Ternay peuvent être importantes, compte tenu de l'extrême exiguïté de son bassin. Les QIX 2 et QIX 5 valent respectivement 5,6 et 9,6 m3/s. Le QIX 10 se monte à 12 m3/s, le QIX 20 en vaut 15 m3/s, et le QIX 50 vaut 18 m3/s. Quant au QIX 100, il n'a pas encore été calculé, à cause de l'insuffisance de la durée d'observation du cours d'eau.
Le débit instantané maximal enregistré a été de 16 m3/s le 2 décembre 2003, tandis que la valeur journalière maximale était de 11,1 m3/s le même jour. La hauteur maximale instantanée est de 170 cm ou encore 1,70 m le 3 août 2014. Si l'on compare la première de ces valeurs à l'échelle des QIX de la rivière, on constate que cette crue était d'ordre vicennal, et donc nullement exceptionnelle.

### Lame d'eau et débit spécifique
Le Ternay est une rivière assez abondante. La lame d'eau écoulée dans le bassin versant se monte à 398 millimètres annuellement, ce qui est nettement supérieur à la moyenne d'ensemble de la France (320 millimètres/an), mais nettement inférieur à la moyenne de la totalité du bassin du Rhône (670 millimètres/an à Valence). Le débit spécifique (ou Qsp) est de 12,6 litres par seconde et par kilomètre carré de bassin.

## Aménagements et écologie
Sur son cours on trouve les lieux-dits le Moulin Michel, le Moulin Méat, le Menhir du Flat, une station de pompage au nord-ouest de Saint-Julien-Molin-Molette, le GR de pays du bassin d'Annonay, le barrage du Ternay et la station d'épuration et la station d'épuration de Chalamas.

## Culture

### Tournage
Mélancolie ouvrière, téléfilm français réalisé par Gérard Mordillat, qui a été diffusé le 24 août 2018 sur Arte a été partiellement  tourné sur les rives du lac de retenue.